# تشن تسو
تشن تسو (بالصينية: 陈祚) (من مواليد 19 يناير 1982 في بكين) هو سباح من الصين.
شارك في دورة الألعاب الآسيوية 2006 في الدوحة، قطر.

## روابط خارجية
- تشن تسو على موقع الاتحاد الدولي للسباحة (الإنجليزية)
- تشن تسو على موقع أوليمبيديا (الإنجليزية)
- تشن تسو على موقع اللجنة الأولمبية الصينية (الإنجليزية)